# 山地巴达赫尚自治州
山地巴达赫尚自治州，又称戈尔诺-巴达赫尚自治州，是塔吉克斯坦的一個多山地的省级行政区，塔吉克语与俄语名的意思都是「多山地的巴達赫尚」。其面積大約佔塔吉克斯坦的40%。中華民國政府曾稱該地區大部分應該屬於中華民國疆域，屬新疆省的一部分（参见原中華民國法理疆域行政區劃）。

## 歷史

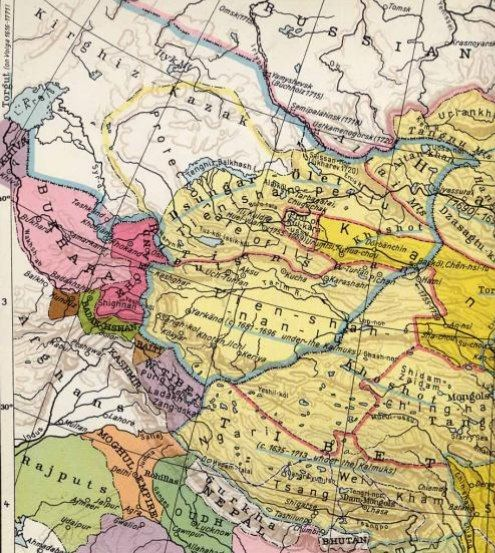
達爾瓦斯在此圖上沒有標註，其位置在布哈拉汗國（粉紅色）南部與巴達赫尚（綠色）的邊界處。

1895年以前，今天的戈爾諾-巴達赫尚自治州加上阿富汗東北部巴達赫尚省所屬區域由若干個小型半自治政權構成，它們包括達爾瓦斯、舒格楠、鲁雄、瓦罕等。當時這塊區域同時被清朝、沙皇俄國和阿富汗酋長國聲稱為己方領土。清政府聲稱擁有整個帕米爾地區，但其軍隊僅僅控制了塔什庫爾干城東面的關口。
1890年以前，此地居民臣服於清朝，此地劃歸新疆省管轄。19世紀後期英俄在亞洲爭奪勢力範圍，1890年沙俄進駐並控制了包括此地在内的帕米爾高原北部地區，不久與清簽訂了中俄续勘喀什噶尔界约，與英國簽訂《關於帕米爾地區勢力範圍的協議》。從滿清到民國，中國政府始終堅持對此地擁有主權，不承認沙俄和蘇聯的佔領合法，但是卻無力進駐此地實行有效統治。 1990年代，中華人民共和國政府和塔吉克斯坦政府簽署邊界條約，正式承認此地屬於塔吉克斯坦所有，作為交換，塔方割讓了1100平方公里的土地，2011年邊界碑立下。
蘇聯時代，起初被划入突厥斯坦蘇維埃社會主義自治共和國，后来于1925年建立戈爾諾-巴達赫尚自治州。1929年塔吉克蘇維埃社會主義共和國成立后，該區成為共和國的一部分。1950年代，戈爾諾—巴達赫尚自治區的大量土著居民帕米爾人被迫遷往塔吉克西南部。1991年塔吉克斯坦獨立后，該區改名為“戈爾諾－巴達赫尚自治州”，當1992年塔吉克斯坦爆發内戰時，自治州政府单方面宣佈獨立，成立巴达赫尚自治共和国。在内戰期間，許多帕米爾人被塔吉克人等其他族群殺害，該州也同时成为塔国伊斯兰政治反對派的大本營。後來自治州政府放棄了獨立要求。

## 行政區劃
- 萬奇縣（英语：Vanj District）
- 達爾瓦茲縣（Дарвоз /  درواز）
- 伊什卡希姆縣（Ишкошим / اشکاشم）
- 穆爾加布縣（Мурғоб / مرغاب）
- 拉什特加拉縣（英语：Roshtqal'a District）
- 魯雄縣（英语：Rushon District）
- 舒格南縣（英语：Shughnon District）

## 地理
帕米爾高原的最高處，以及蘇聯中亞細亞五座海拔7,000公尺以上的山峰其中三座都位於本州：獨立峰（前稱列寧峰，海拔 7,134公尺，在吉爾吉斯邊界上），伊斯梅爾·薩馬尼峰（前稱共產主義峰，海拔 7,495公尺）和卡季尼夫斯基峰（海拔 7,105公尺）。

## 人口
主要人口為帕米尔人，少數為吉尔吉斯人和塔吉克人。最大城市為霍羅格，人口 22,000；第二大城市為穆爾加布，人口約 4,000。戈州是多種帕米爾語的故鄉，包括舒格南語、瓦罕語、色勒库尔語等等。除此之外，俄語和塔吉克語都在當地通用，而其中末合地區有不少操吉爾吉斯語的居民。當地主要宗教為伊斯蘭教伊斯玛仪派，對阿迦汗的尊崇十分流行。

## 交通
對外聯繫有四條路線，分別是霍羅格—奧什、霍羅格—杜尚別（前兩者路況較佳，屬帕米爾公路一部份）、霍羅格—塔什庫爾干（中經庫里瑪口岸）和霍羅格—瓦罕走廊—阿富汗邊界。

## 参閲
- 帕米尔高原